# Satoru Suzuki
Satoru Suzuki (jap. 鈴木 悟, Suzuki Satoru; * 19. Juli 1975 in der Präfektur Shizuoka) ist ein ehemaliger japanischer Fußballspieler.

## Karriere
Suzuki erlernte das Fußballspielen in der Schulmannschaft der Shimizu Commercial High School und der Universitätsmannschaft der Juntendo-Universität. Seinen ersten Vertrag unterschrieb er 1998 bei den Cerezo Osaka. Der Verein spielte in der höchsten Liga des Landes, der J1 League. 2001 erreichte er das Finale des Kaiserpokal. Am Ende der Saison 2001 stieg der Verein in die J2 League ab. 2002 wurde er mit dem Verein Vizemeister der J2 League und stieg wieder in die J1 League auf. 2003 erreichte er das Finale des Kaiserpokal. Für den Verein absolvierte er 175 Spiele. 2004 wechselte er zum Zweitligisten Kyoto Purple Sanga. 2005 wurde er mit dem Verein Meister der J2 League und stieg in die J1 League auf. Für den Verein absolvierte er 50 Spiele. Ende 2006 beendete er seine Karriere als Fußballspieler.

## Erfolge
Cerezo Osaka
- Kaiserpokal

Finalist: 2001, 2003